# Belsonic
Il Belsonic è un festival musicale che si tiene nella città di Belfast, in Irlanda del Nord, nel mese di agosto dal 2008. Nelle prime edizioni si svolgeva a Custom House Square; dal 2017 si tiene a Ormeau Park.
Organizzato da Shine Productions Ltd, vede la partecipazione di circa 15000 spettatori. L'edizione del 2020 non si è tenuta a causa della pandemia di COVID-19.